# Dvorec Volavče
Dvorec Volavče (nemško Wollautsche) stoji v naselju Gorenje Mokro Polje v občini Šentjernej.

## Zgodovina
Dvorec Volavče je sredi 17. stol. iz prežeške pristave sezidal Janez Franc pl. Sigersdorf. Leta 1684 je bil lastnik Franc Ludvik pl. Buset, ki ga je nasledil sin, ki ga omenja tudi Valvasor. Njega je nasledila njegova hči Marija Frančiška Izabela, poročena z Janezom Andrejem pl. Semeničem. Od njega je dvor leta 1702 odkupil Ferdinand Feliks pl. Jurič in ga že naslednjega leta prodal Janezu Lovrencu pl. Wernegkhu. Slednji je umrl leta 1709 in njegova vdova Regina Konstancija, rojena Valvasor, je z vnovično poroko leta 1711 dvor prinesla Volfu Žiga pl. Diennersbergu, ki je umrl leta 1752. Ponovno vdova Regina Konstancija je dvor z gospostvom leta 1753 prodala Maksimilijanu Rudolfu grofu Paradeiserju. Po njegovi smrti leta 1781 je dvor in gospostvo kupil Avguštin baron Zois. Še istega leta pa sta ga od njega odkupili Marija Jožefa in Marija Terezija grofici Paradeiser, hčeri grofa Maksa Rudolfa Kajetana. Mariji Jožefi poročeni Svetlin je leta 1791 pripadla tudi sestrina polovica, ko je ta tega leta umrla. Marija Jožefa Svetlin je dvor in gospostvo leta 1800 prodala Jožefu Jelovšku pl. Fichtenauu. Posest je nato leta 1846 podedoval njegov sin Toussaint in leta 1876 na istoimenega vnuka. Po smrti tega leta 1891 je posestvo prešlo na njegovo vdovo Antonijo, ki ga je leta 1900 prodala Karlu II. Rudežu. Leta 1912 je posestvo prešlo na mater Julijo Rudež z Gracarjevega turna, ki ga je naslednje leto prodala Ivanu Kuraltu iz Semiča. Med drugo vojno je bil delno požgan in izropan.